# Sanglier du Japon
Sus scrofa leucomystax
Sous-espèce
Synonymes
- Sus japonica Nehring, 1885[1]
- Sus nipponicus Heude, 1899[1]

Répartition géographique
Le sanglier du Japon (Sus scrofa leucomystax), aussi connu sous le nom de cochon à moustache blanche, est une sous-espèce de sanglier présente au Japon, sauf dans l'île de Hokkaidō et dans les îles Ryūkyū,. En japonais, il est spécifiquement désigné sous le nom de Nihon-Inoshishi (日本猪 ; ニホンイノシシ).

## Habitat et distribution

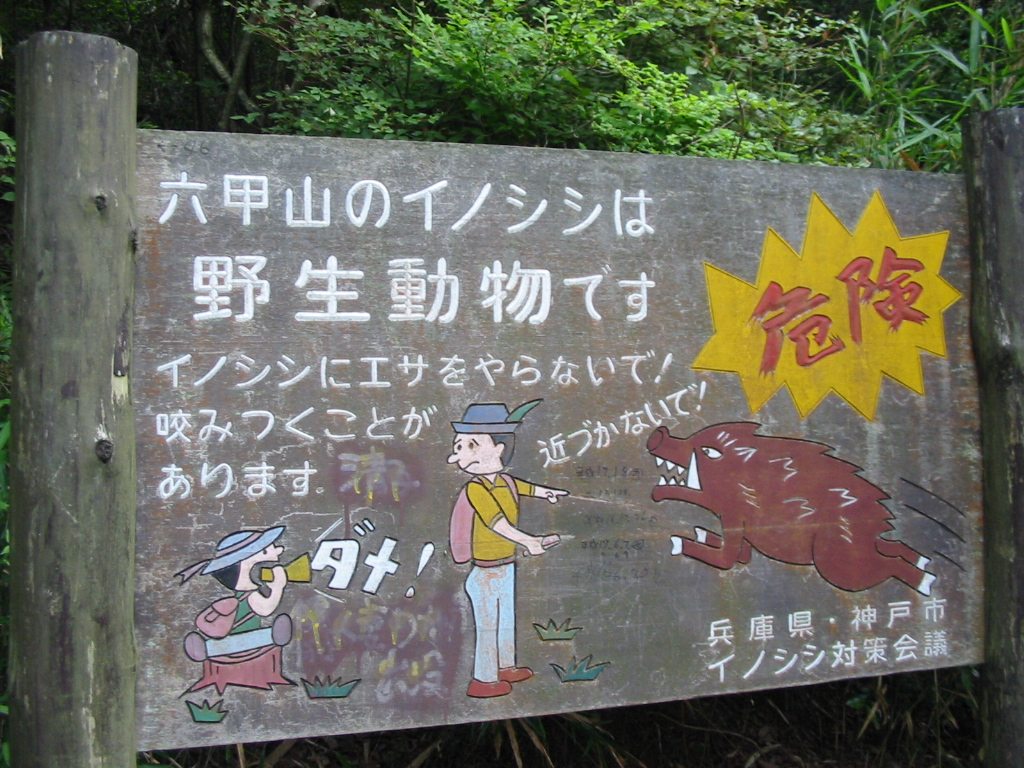
Panneau avertissant les visiteurs de possibles passages de sangliers à Ashiya (préfecture de Hyogo).

Habitant les îles japonaises à l'exception des Ryūkyū et de Hokkaidō, l'espèce est souvent considérée comme envahissante. Les sangliers peuvent sortir de leurs habitats naturels, les forêts, et s'aventurer dans les champs. Ils peuvent aussi s'égarer dans les zones résidentielles. À certains moments, l'armée est mobilisée pour empêcher les incursions d'animaux sauvages comme le sanglier en installant des clôtures et des trappes. Les sangliers attaquent parfois les humains, comme lors d'un incident en 2014 où un cadreur japonais est attaqué par un sanglier sauvage.

## Génétique, morphologie et physiologie
Le sanglier du Japon est une sous-espèce très petite du sanglier, presque dépourvue de crinière et muni de bacchantes blanches bien visibles, partant des coins de la bouche jusqu'aux joues. Son pelage est brun-jaunâtre. Il présente certaines ressemblances avec le cochon de Siam,. Il mesure habituellement 120 centimètres de long et 70 centimètres de haut.
En 2021, l'analyse du génome de plusieurs sangliers sauvages de la région de Fukushima a montré qu'après la catastrophe de Fukushima, des hybridations entre le sanglier sauvage et des cochons domestiques abandonnés (30 000 porcs ont été abandonnés dans la nature) se sont produites,.

## État des populations après l'incident de Fukushima
Après la catastrophe nucléaire de Fukushima en mars 2011, des sangliers sont descendus des montagnes vers les villes de la zone d’exclusion qui avaient été temporairement évacuées. Une analyse ADN a montré qu’ils y ont prospéré et se sont reproduis avec des porcs domestiques échappés pour former des cochongliers locaux. Mais cette hybridité a fini par s’atténuer pour finalement disparaître avec le temps, à mesure de reproduction avec des sangliers génétiquement purs, faute d’utilité pertinente des gènes des porcs domestiques pour survivre dans la nature.

## Dans la culture

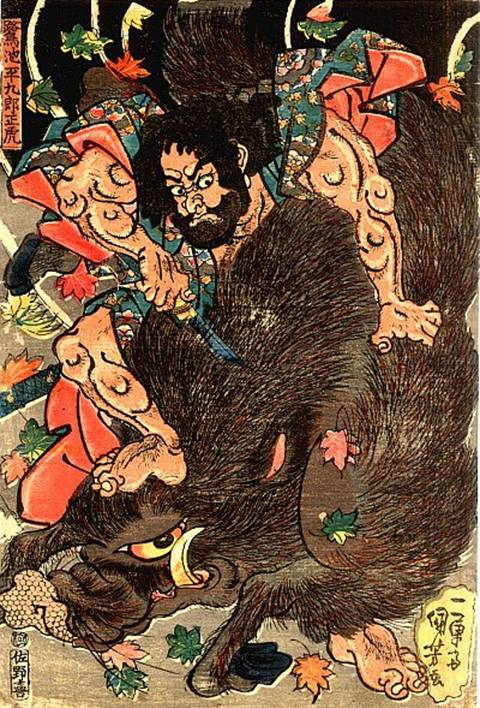
Saginoike Heikurō Masatora tuant un énorme sanglier, publié par Sanoya Kihei, gravure sur bois.1834-1835

Le sanglier est une figure importante de la culture japonaise, représenté comme une créature redoutable et téméraire, au point que certaines expressions signifiant la témérité reprennent le mot pour le sanglier du Japon 猪. Dans le zodiaque chinois, le sanglier est le dernier animal représenté, les personnes nées pendant l'année du Cochon sont considérées comme déterminées et impétueuses comme le sanglier. L'animal, autrefois désigné sous le nom de  Yama-Kujira (山鯨, « Baleine des montagnes ») était une source d'admiration pour les chasseurs japonais et certains yamabushis. Certaines populations n'hésitent pas à nommer leurs enfants avec un nom comportant le caractère utilisé pour désigner l'animal.
Ils sont aussi considérés comme un symbole de fertilité et de prospérité, les habitants de certaines régions croient que  le sanglier est attiré par les champs appartenant aux familles ou aux couples mariés dont la femme est enceinte. Les chasseurs dont la femme est enceinte étaient aussi considérés comme plus chanceux dans la chasse au sanglier. Il a notamment été utilisé sur le billet (en) de 10 ¥ émis pendant l'ère Meiji. Certains Japonais, pour augmenter leur chance, mettaient des poils de sanglier dans leur portefeuille.
L'animal est souvent utilisé comme sujet artistique par les sculpteurs de netsuke et est mentionné dans le Kojiki, la plus vieille chronique du Japon. L'inoshishi est aussi une figure de la poésie japonaise, apparu pour la première fois dans les poèmes de Yamabe no Akahito. Son importance était telle qu'il a été exemptée du ban de viande par l'empereur Tenmu en 675.